# Turmhügel Lindhof
Der Turmhügel Lindhof ist eine abgegangene mittelalterliche Niederungsburg in dem Weiler Lindhof, einem Gemeindeteil der Gemeinde Jetzendorf im Landkreis Pfaffenhofen an der Ilm von Bayern. Die Anlage wird als Bodendenkmal unter der Aktennummer D-1-7534-0084 als „Burgstall des Mittelalters“ geführt.

## Lage
Der Burgstall liegt in Niederungslage auf 480 m ü. NHN im nördlichen Teil des Weilers Lindhof und 220 m südlich der Ilm. Im Urkataster von Bayern ist eine runde Anlage mit 50 m im Durchmesser zu sehen. Die Anlage ist großteils bewaldet.